# Bernat III de Pallars Sobirà
Bernat III de Pallars Sobirà (? - 1199) fou comte de Pallars Sobirà (1182-1199).

## Orígens familiars
Fill del comte Artau IV de Pallars Sobirà i la seva esposa Guillemina.
Bernat III no feu res per evitar la integració del comtat de Pallars Jussà al de Barcelona a la mort del sense descendents de Dolça de So.
A la seva mort sense descendents fou succeït per la seva germana Guillemina I de Pallars Sobirà.